# Ludwig Liegle
Ludwig Liegle (* 29. Januar 1941 in Schwäbisch Gmünd) ist ein deutscher Professor für Allgemeine und Vergleichende Pädagogik.

## Werdegang
Ludwig Liegle wurde als Sohn von Josef Liegle (Klassischer Philologe und Numismatiker am Münzkabinett in Berlin) und Gertrud Liegle, geb. Weber geboren. Er absolvierte 1960 das Abitur am Parler-Gymnasium in Schwäbisch Gmünd. Von 1960 bis 1961 studierte er in Freiburg Germanistik, Philosophie und Soziologie sowie von 1961 bis 1963 Germanistik und Slawistik in Berlin und machte 1963 die Allgemeine Prüfung für das Lehramt des Studienrats. 1963–1965 setzte er sein Studium mit Pädagogik, Germanistik und Soziologie in Berlin an der FU Berlin fort. Während seines Studiums engagierte sich Liegle in den Deutsch-Israelischen Studiengruppen.
Von 1965 bis 1966 war Liegle, unterstützt durch ein Stipendium des Max-Planck-Instituts für Bildungsforschung, in Israel, um die Landessprache zu erlernen und Material für die Dissertation über Erziehung im Kibbutz zu sammeln. Er wurde 1967 an der FU Berlin bei Fritz Borinski und Dieter Claessens mit der Dissertation Familie und Kollektiv im Kibbutz. Eine Studie über die Funktionen der Familie in einem kollektiven Erziehungssystem zum Dr. phil. promoviert. Von 1966 bis 1967 war er Wissenschaftlicher Hilfsassistent am Referat für Bildungswesen am Osteuropa-Institut der FU Berlin. Von 1967 bis 1969 war er Mitarbeiter in einem von Oskar Anweiler geleiteten Forschungsprojekt der Volkswagenstiftung mit dem Thema „Erziehung und sozialer Wandel in der Sowjetunion“, wozu er sich ? Jahr lang in der Sowjetunion aufhielt. Von 1969 bis 1972 war er Wissenschaftlicher Assistent am Institut für Pädagogik der Ruhr-Universität Bochum am Lehrstuhl Anweiler.
An der Tübinger Universität erfolgte die Habilitation 1972 unter Andreas Flitner kumulativ mit der Buchveröffentlichung Familie und sozialer Wandel in der Sowjetunion. Von 1972 bis zu seiner Pensionierung 2006 war er Professor für Erziehungswissenschaft an der Universität Tübingen. Er hatte in dieser Zeit viele Ämter in der akademischen Selbstverwaltung inne, einschließlich desjenigen des Vizepräsidenten der Universität Tübingen (1988 bis 1990). Seine Fachgebiete waren
Vergleichende Erziehungswissenschaft, Allgemeine Pädagogik, Pädagogik der frühen Kindheit
Ludwig Liegle ist seit 1967 verheiratet mit Adelindis Liegle, geb. Locher (Lehrerin, dann 30 Jahre bis zu ihrer Pensionierung 2005 Rektorin an der Grundschule Winkelwiese/Waldhäuser-Ost in Tübingen). Er ist seit 2006 pensioniert und lebt in Tübingen.

### Mitgliedschaft in Berufsverbänden, wissenschaftlichen Vereinigungen
- Mitglied des Wissenschaftlichen Beirats für Familienfragen beim Bundesministerium für Familie, Senioren, Frauen und Jugend in Bonn bzw. Berlin (1973–2009; 1992–1997 Vorsitzender).
- Mitglied der Deutschen Gesellschaft für Erziehungswissenschaft (DGfE) (seit 1975).
- Mitglied der Comparative Education Society in Europe (CESE) (seit 1975).
- Mitglied des Kuratoriums (1997–2005) sowie des Wissenschaftlichen Beirats (2001–2005) des Deutschen Jugendinstituts München.
- Gründungsmitglied der International Froebel Society (seit 2002).

## Veröffentlichungen (Auswahl)
- mit Oskar Anweiler und anderen: Europäische Bildungssysteme zwischen Tradition und Fortschritt. Anrich, Mülheim a.d. R. 1971.
  - überarb. Neuausgabe: O. Anweiler (Hrsg.): Bildungssysteme in Europa. Beltz-Verlag, Weinheim/Basel 1976, ISBN 3-407-51099-3.
- Familienerziehung und sozialer Wandel in der Sowjetunion.(= Erziehungswissenschaftliche Veröffentlichungen, Band 5). Berlin/Heidelberg 1970, DNB 730221032. (Amerikanische Übersetzung bei Springer Publ. Co., New York 1975)
- Familie und Kollektiv im Kibbutz. Weinheim 1971, ISBN 3-407-18276-7. (Niederländische Übers. bei Het Spektrum, Utrecht 1974; Die 4. Auflage (1977) enthält einen neuverfassten Anhang Der Kibbutz als Sozialisationsumwelt. (S. 169–234))
- Kollektiverziehung im Kibbutz. Texte zur vergleichenden Sozialisationsforschung. (= Erziehung in Wissenschaft und Praxis, Band 14). München 1971, ISBN 3-492-01925-0.
- mit Hellmut Becker: Israel – Erziehung und Gesellschaft. Klett-Cotta, Stuttgart 1980, ISBN 3-12-930710-9.
- Welten der Kindheit und Familie. Beiträge zu einer pädagogischen und kulturvergleichenden Sozialisationsforschung. Juventa, Weinheim 1987, ISBN 3-7799-0585-X.
- mit Franz-Michael Konrad (Hrsg.): Reformpädagogik in Palästina. Dokumente und Deutungen zu den Versuchen einer „neuen“ Erziehung im jüdischen Gemeinwesen Palästinas (1918–1948). dipa-Verlag, Frankfurt, ISBN 3-7638-0809-4.
- mit Theodor Bergmann: Krise und Zukunft des Kibbutz. Vom Wandel einer genossenschaftlichen Wirtschafts- und Lebensform. Juventa, Weinheim 1994, ISBN 3-7799-1020-9 (zus.)
- mit Rainer Treptow (Hrsg.): Welten der Bildung in der Pädagogik der frühen Kindheit und in der Sozialpädagogik. Lambertus, Freiburg 2002, ISBN 3-7841-1433-4.
- mit Lillian Fried, Barbara Dippelhofer-Stiem und Michael-Sebastian Honig: Einführung in die Pädagogik der frühen Kindheit. Beltz, Weinheim 2003, ISBN 3-407-25283-8.
- mit Kurt Lüscher: Generationenbeziehungen in Familie und Gesellschaft. Universitätsverlag/UTB, Konstanz 2003, ISBN 3-8252-2425-2.
- Bildung und Erziehung in früher Kindheit. Kohlhammer, Stuttgart 2006, ISBN 3-17-019518-2.
- mit Lillian Fried, Barbara Dippelhofer-Stiem, Michael-Sebastian Honig: Pädagogik der frühen Kindheit. Beltz, Weinheim/Basel 2012, ISBN 978-3-407-34211-9.
- Frühpädagogik. Erziehung und Bildung kleiner Kinder. Ein dialogischer Ansatz. Kohlhammer, Stuttgart 2013, ISBN 978-3-17-022480-3.
- Beziehungspädagogik. Erziehung, Lehren und Lernen als Beziehungspraxis. Kohlhammer, Stuttgart 2017, ISBN 978-3-17-029382-3.